# ОШ „Ратко Митровић” Чачак
ОШ „Ратко Митровић” је једна од градских школа у Чачку. Школа носи име по Ратку Митровићу, студенту права, учеснику Народноослободилачке борбе и народном хероју Југославије.
Претходна школа коју је наследила данашња школа, започела је са радом школа у новоизграђеној згради 1911. године. Избијањем Првог светског рата школа је престала са радом, а према сачуваним документима настава је обновљена 1919. године. У време Другог светског рата школска зграда је претворена у болницу, а настава се повремено организовала по приватним кућама.
Године 1969. Основна школа „Јездина” мења име у Основна школа „Ратко Митровић”, а настава започиње у новоизграђеној згради са 21 одељењем.
Данас, школа има 24 одељења у матичној школи у Чачку и издвојеним одељењима у Парменцу, Паковраћу и Овчар Бањи.